# Bagh Feiz
Bagh Feiz (en persan : باغ‌فیض) est un quartier de l'ouest de la ville de Téhéran, en Iran. Ce quartier (nāhiyeh), l'un des 112 de Téhéran, contient notamment un centre commercial, le sanctuaire Emamzadeh Ja'far et quelques parcs.